# Andreas de Nole

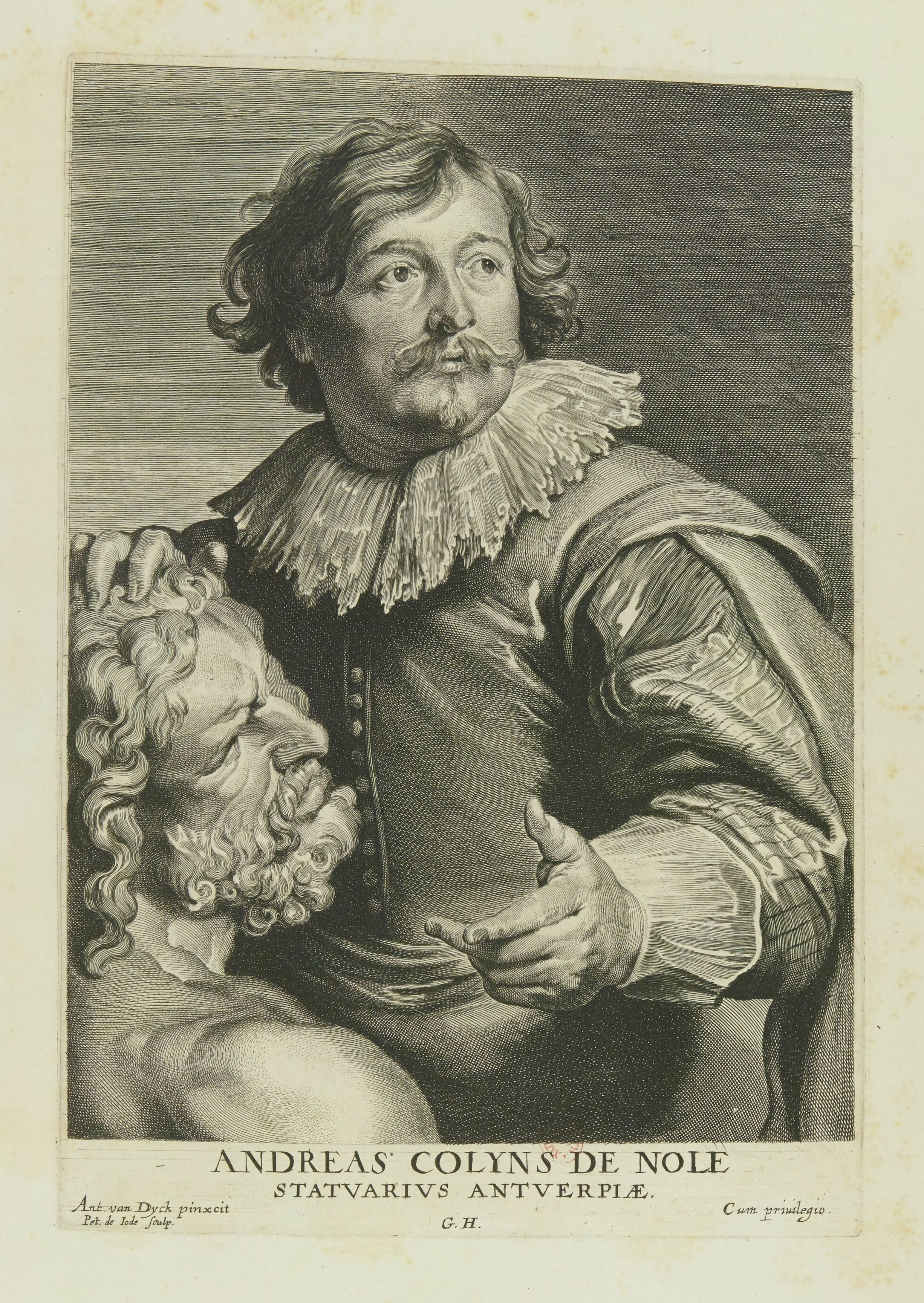
Ritratto incisione di Andreas Colyns de Nole di Pieter de Jode II su disegno di Antoon van Dyck

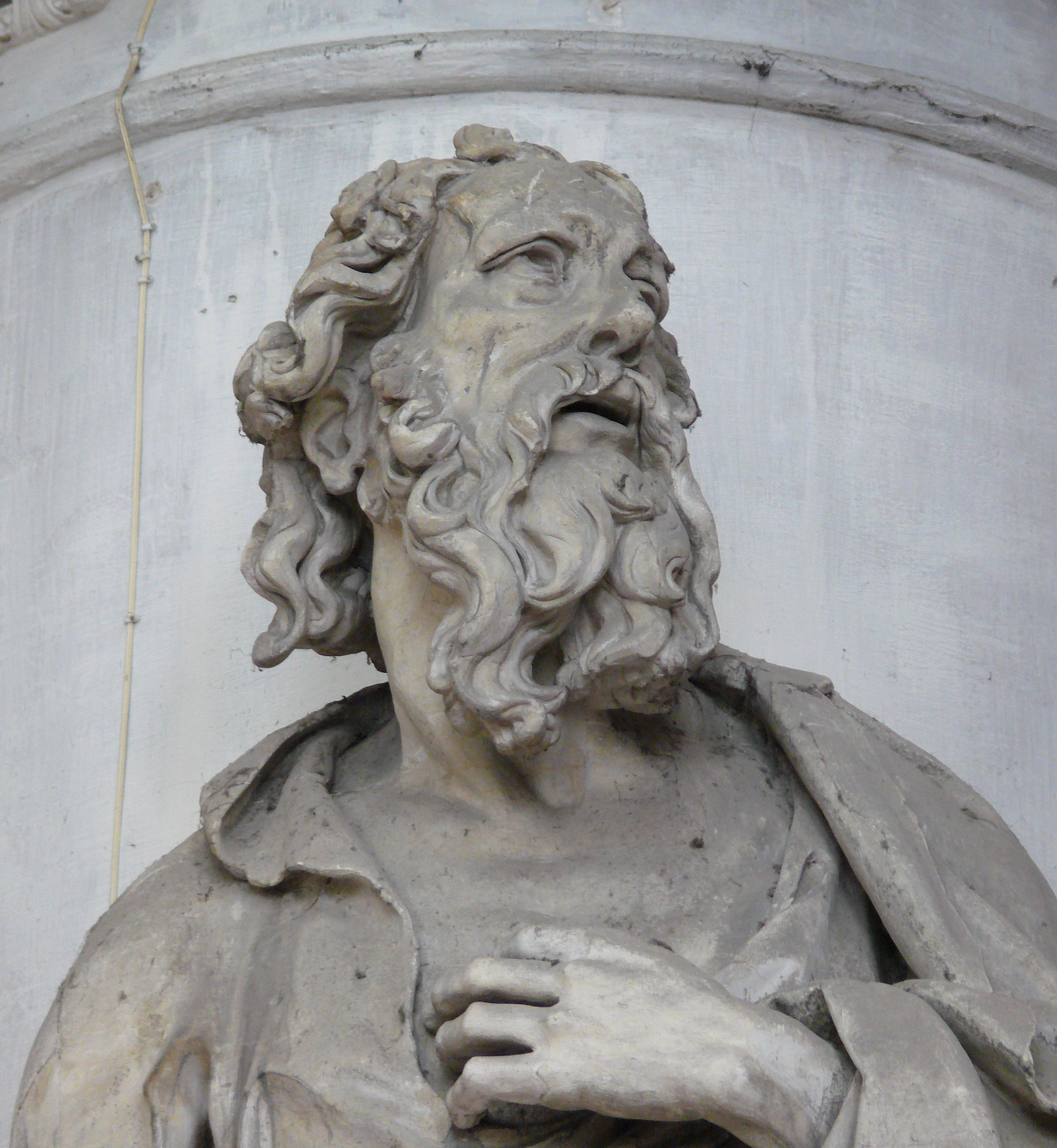
Dettaglio della testa di sant'Andrea in Sint-Romboutskathedraal

Andreas de Nole (Anversa, 1598 – Anversa, 1638) è stato uno scultore fiammingo.

## Biografia
Nacque ad Anversa dove fece pratica prima di partire per Roma. Divenne l'insegnante di Sebastiaen de Neve e oggi è conosciuto per il suo lavoro sulle statue degli apostoli ed evangelisti nella Cattedrale di San Rombaldo a Malines. Lavorò a questo progetto insieme allo scultore Johannes van Mildert e al figlio di questi Cornelis.
Morì ad Anversa.